# Xã Hoffman, Quận McPherson, South Dakota
Xã Hoffman (tiếng Anh: Hoffman Township) là một xã thuộc quận McPherson, tiểu bang Nam Dakota, Hoa Kỳ. Năm 2010, dân số của xã này là 25 người.